# George Kay
George Kay (Manchester, 1891. szeptember 21. – Liverpool, 1954. április 18.) a Liverpool FC vezetőedzője 1936 és 1951 között.